# Faustino Rodríguez Arbesú
Faustino Rodríguez Arbesú, conocido como Faustino R. Arbesú, (Gijón, 1939 - Gijón, 5 de diciembre de 2021) fue un crítico, investigador y guionista de historieta español. Fundador y director de la revista teórica El Wendigo y del Salón del Cómic del Principado de Asturias, posee una colección de más de 300.000 cómics y un millar de originales.

## Biografía
De niño, su padre le enviaba a él y su hermana ejemplares dominicales del Diario de la Marina, en cuya separata, de formato sábana y a todo color, se incluían historietas estadounidenses como El Hombre Enmascarado y El Príncipe Valiente. También leía Superman (rebautizado entonces en España como Ciclón).
En 1960, se graduó como Perito Industrial en la Escuela de Ingenieros Técnicos de Gijón, en la que cuatro años después pasó a ser, por oposición, Profesor Titular, jubilándose como tal. Paralelamente, desde 1962 trabajó en Ensidesa hasta que fue "reconvertido".
En 1973 inició su labor como investigador del cómic con la sección El cómic un medio de expresión pop en el diario El Comercio. Tiene su inicio en 16 de octubre de 1973, y finaliza el 30 de junio de 1978. Fue la primera página periódica sobre el cómic que se publicó en España durante años, junto con la de Manuel Darías en el Diario de Avisos (Tenerife). Dirigió varios cortometrajes y los cine-clubs Ensidesa-Gijón y Jovellanos de Gijón.
Ese mismo año, en la sección que ha creado El cómic un medio de expresión pop, publica un artículo sobre el lenguaje del autor norteamericano Winsor McCay. Con él introduce en el estudio de los cómics el concepto de su lenguaje específico (compartido por el cine) y de paso pone el acento en la trascendencia que el autor referido tuvo sobre él. Concepto que continuará en la revista que dirige y edita EL WENDIGO en el n.º 6, creando una nueva forma de analizar la crítica de los tebeos, que dio paso a la investigación en esta revista sobre el lenguaje de la imagen narrativa moderna y sobre la aportación que sobre él Winsor McCay había desarrollado, que se va desgranando en los n.º 15, 25, 72 y 73, y que culmina en la investigación publicada en el n.º 123/124 (octubre de 2017) bajo el título de WiNSOR McCAY ARTE Y LENGUAJE.
En diciembre del año 1973 se publicó en el fanzine Comic Cam Comic In, el primer artículo que en España investiga la influencia que, sobre los tebeos o historietas, había ejercido el Nacional Catolicismo. Con el título de "El Guerrero del Antifaz, crónica de los cuarenta", Faustino Rodríguez, en la época de Franco, desveló su contenido ideológico marcando un antes y un después en este tipo de investigaciones que él mismo continuaría creando una línea de actuación. Ese mismo año lo publica de nuevo con el mismo título en el diario El Comercio de Gijón y en un par de periódicos de la época.
Rodríguez Arbesú fue responsable de la sección Cine de Ayer, Hoy y Mañana (1974-1978) del diario El Comercio de Gijón, junto con Gonzalo Lorenzo y Alejandro Cuesta, 1974-1978. Ese mismo año de 1974 comienza su colaboración con el entonces fanzine El Wendigo, y a partir del n.º 7 (1977) pasa a ser su director y editor. También creó los Premios Haxtur en 1977 para el Salón del Cómic que se organizaba en Gijón.
Con el dibujante Isaac Miguel del Rivero publicó series como Sureño (1977).
En la década de 1980 publicó varias obras: Atari Force de Gerry Conway/José Luis García-López, Camelot 3000 de Mike W. Barr/Brian Bolland, Ken Parker de Giancarlo Berardi/Ivo Milazzo y el Thor de Walter Simonson.
Director y creador desde 1990 del Salón Internacional del Cómic del Principado de Asturias que aglutina a los Salones del Cómic realizados en Gijón y Oviedo.
Ha publicado artículos, críticas o guiones de cómic en los periódicos, publicaciones periódicas y revistas: El Noroeste (Gijón), La Nueva España, Voluntad (Gijón), La Voz de Asturias, La Hoja del Lunes de Gijón, La Hoja del Lunes de Oviedo, Egin (País Vasco), El Norte de Castilla (Valladolid), Ya, El País, El Mundo, etcétera.

## Obra
Como guionista de TV y cortometrajes
Guionista, productor y director de cuatro cortometrajes, tres en SUPER 8 y uno en 16m/m, con actores profesionales y hablado: Nostalgia, El Fontanero, El Asesino y El Ascenso. Este último exhibido en cines de Gijón, Santander y Bilbao. En ellos colaboraron Eulalia Eguren, Sofía Carlota Rodríguez, Isabel Elena Rodríguez, José A. Lázaro, Eladio Eguren Joaquín Fuertes, Gonzalo Lorenzo, Xuacu Carbelleira, Alejandro Cuesta, Javier Canteli y Cine Club ENSIDESA-Gijón y la participación de los grupos de teatro Tramoya y Telón de fondo. Dos de estos cortos El Asesino y El Ascenso, fueron versiones homónimas de los cómics El Asesino y El Ascenso, publicados en S.O.S Editorial Valenciana 1976 y El Wendigo n.º 8 -1977 ambos por él guionizados
Guioniza un programa para la RTV del Principado de Asturias, titulado Asturias y la Historieta (16 capítulos), emitido por vez primera en el centro regional de TVA el 7 de noviembre de 1984, logrando cierta repercusión que redundó en una emisión sistemática cada cierto periodo de tiempo, durante varios años. Paralelamente la TV del Principado aborda la producción de un nuevo programa basado en el anterior y con idéntico título, mejorándolo con entrevistas a los autores, con destino a la Radio Televisión Española, que será retrasmitido en el programa nacional De aquí para allá de RTVE. Representó al Principado de Asturias en una Muestra de Producciones Regionales Europeas en Chinciano (Italia) el 11 de junio de 1985

## Exposiciones
En 1973 crea una página semanal sobre la Historieta en el diario gijonés El Comercio, con el título de El Cómic un medio de expresión pop  en las que muestra una preferencia especial por los creadores asturianos Víctor, Ramón Y Chiqui, de apellido De la Fuente y de orígenes en Ardisana de Llanes.
1976. Logra que la dirección del Salón del cómic, que por aquel entonces se celebraba en Gijón, invitara a los tres hermanos a participar en él. A partir de aquí le une una gran amistad con Ramón y Chiqui y una gran admiración por Víctor, que se traducirá en varios artículos publicados en el diario El Comercio y en El Wendigo.
Va más allá en su compromiso con estos y otros autores asturianos y constituye como Comisario, la que sería la mayor y más importante exposición de originales de cómic de creadores astures. Nace así Asturias y la Historieta, la exposición que partiendo de Oviedo, durante un año recorrería las mayor parte de los grandes pueblos y ciudades de Asturias, con más de 200 originales. La inauguración se hizo en la Biblioteca Pública de Oviedo el 5 de julio de 1985, asistiendo a la misma el Consejero de Cultura del Gobierno del Principado Sr. De la Cera. Exposición que genera un libro-catálogo homónimo.
Después vendría una exposición monográfica de Ramón de La Fuente en la Sala Polivalente del Teatro Campoamor, el mismo que acoge los Premios Príncipe de Asturias. Fue la primera individual de esta saga de creadores de cómic asturianos y se realizó con 50 originales en b/n y color. Se inauguró el 28 de noviembre de 1988.
Posteriormente se montaron individuales de Chiqui y Víctor y por fin en el año 2003 consigue para el Salón Internacional del Cómic del Principado de Asturias reunir una magna exposición de 165 originales de gran tamaño. Diecisiete de los dibujos de Víctor fueron realizados ex profeso para ella.
La magnitud de la exposición es tal que se tiene que repartirse entre Gijón y Oviedo en las salas: Centro Cultural Antiguo Instituto (del 1 al 18 de octubre), Museo Barjola (del 3 al 15 de octubre) en Gijón y Sala Borrón de Oviedo (del 9 al 24 de octubre). Solo en esta se colgaron 71 originales.
Una selección de esta exposición recorrió Asturias con 40 originales, estableciéndose en Las Casa de Cultura de Nava, Villaviciosa, Pola de Siero, Vegadeo y Teatro Municipal de San Martín del Rey Aurelio y Navia. El cierre se efectuó en Vegadeo el 15 de febrero de 2004. Exposición generó un libro-catálogo que se presentó al público dentro del programa del Salón Internacional del Cómic del Principado de Asturias bajo el título De la Fuente saga. Contiene 135 páginas.  Ejemplares del libro se repartieron gratuitamente en cada una de las salas de exposición. Como gratuitas es la entrada a todas las actividades programadas dentro del Salón del Cómic citado.

## Coeditor
1. 1974 El Wendigo del N.º 5 al 118 (octubre de 2011)
2. 1978 Sureño, de Faustino Rodríguez Arbesú e Isaac Miguel del Rivero
3. 1980/82 Los Omnipotentes, de Faustino Rodríguez Arbesú e Isaac Miguel del Rivero
4. Colección Premios Haxtur, N.º 1 DISCOVERING AMERICA-color de David Mazzucchelli-24 págs. N.º 2 Hombre Grande de Mazzucchelli- color 28 pags.D.P. AS-1.592/94 AÑO 1994.
5. DE LA FUENTE SAGA Autor Faustino Rodríguez Arbesú  (enlace roto disponible en Internet Archive; véase el historial, la primera versión y la última).
6. La Historieta Asturiana 1.ª y 2.ª edición. Autor Faustino Rodríguez Arbesú
7. La Infanta el Pirata y el Niño. Autor Gaspar Meana año 2001. Editado por vtp. Prólogo y Producción Faustino R. Arbesú D.L.:AS-2122-2001 ISBN 84-89880-53-0
8. WINSOR McCAY ARTE Y LENGUAJE. Autores Faustino Rodríguez Arbesú y Sofía Carlota Rodríguez. Editado por Faustino R. Arbesú y G.A.I.R.N.I. EL WENDIGO D.L.:AL 1777-2017 ISBN 978-84-9175-672-9.

## Premios y distinciones
Su labor en pro de la Historieta realizada como Director de El Wendigo y el Salón Internacional del Cómic del Principado de Asturias ha obtenido en colectivo o de forma personal las siguientes distinciones
Premios "Diario de Avisos", creados en 1977.
- Año 1978 Premio Diario de Avisos de Tenerife “Al Mejor Comentarista”” a EL WENDIGO.
- Año 1979 Premio Diario de Avisos de Tenerife “Al Mejor Comentarista”” a Faustino Rodríguez Arbesú.
- Año 1984 Premio Diario de Avisos de Tenerife “Al Mejor Comentarista”” a EL WENDIGO.
- Año 1989 Premio Diario de Avisos de Tenerife “Al Mejor Comentarista”” a EL WENDIGO.
- Año 1991 Premio Diario de Avisos de Tenerife “Mejor Labor pro historieta” a El Salón Internacional del Cómic del Principado de Asturias.
- Año 1998 Premio Diario de Avisos de Tenerife “Al Mejor Comentarista”” a EL WENDIGO.
- Años 1989, 1990 y 1992 Editorial Zinco por votación nacional de sus lectores “Premio al Mejor Fanzine” a EL WENDIGO. En las tres ocasiones por amplio margen sobre el segundo más votado
- La asociación de estudiosos portugueses del cómic de Oporto, Viejo Pelícano, estableció en 1993 los Premios Simáo en el seno del SALÓN INTERNACIONAL DEL CÓMIC DE OPORTO. Aumentaron las modalidades con la incorporación del Premio al Mejor Fanzine Extranjero
- Año 1993 Premio Simáo al “Mejor Fanzine Extranjero” a EL WENDIGO, en el SALÓN INTERNACIONAL DEL CÓMIC DE OPORTO
- Año 2001 Premio Manzana de Plata de Villaviciosa concedido por el Ayuntamiento de Villaviciosa- Asturias a Faustino Rodríguez Arbesú por su labor en pro de la Historieta.
- En 1994 John A. Lent,, profesor de la Temple University de Pensilvania, publica una serie de Diccionarios relacionados con el cómic en el mundo. En los titulados Comic Books and Cómíc Strips in the United States An International Bibliography y Comic Art en Europe. Editados por Greenwood Press de Londres con ISBN 0-313-28211-0: ISSN 1066-0658, hay publicadas más de 400 entradas sobre EL WENDIGO y sus componentes Ramón F. Pérez, Sofía Carlota Rodríguez, [Florentino Flórez], Faustino R. Arbesú, Javier Cuervo etc.
- En 1974 la revista cubana C Línea le nombra Miembro de Honor del grupo PELE de investigación sobre la Historieta.
- Año 2008 "La Insignia de Oro" de la Universidad de Oviedo concedida por vez primera ese año con motivo de la conmemoración de los 400 años de su existencia.